# یواس‌اس چیپوا (ای‌تی-۶۹)
یواس‌اس چیپوا (ای‌تی-۶۹) (به انگلیسی: USS Chippewa (AT-69)) یک کشتی بود که طول آن ۲۰۵ فوت (۶۲ متر) بود. این کشتی در سال ۱۹۴۳ ساخته شد.